# Rue des Vennes
La rue des Vennes est une rue liégeoise qui va du quai Mativa, à proximité du pont des Vennes, au boulevard de Douai, sur la rive droite de la Dérivation et de l'Ourthe.

## Odonymie
Une « venne » désigne une haie ou une clôture, ou, plus précisément dans ce cas-ci, un petit barrage ou une digue. La rue des Vennes traverse en effet le quartier éponyme, jadis souvent inondé par de nombreux bras de l'Ourthe dont il fallait régulariser le débit.

## Description
Longue de 1 700 m, la rue des Vennes est une rue très commerçante ; un bel ensemble de maisons d'habitations en briques du XIXe siècle subsiste néanmoins au début de la rue (côté pair). Du no 127 au n° 137, un ensemble de six maisons de style art nouveau a été construit au début du XXe siècle par l'architecte Henri Thuillier, c'est la Séquence Thuillier.

## Voies adjacentes
- Place Barthélémy Vieillevoye
- Rue des Croix-de-Guerre
- Rue Derousseau
- Boulevard de Douai
- Boulevard Émile de Laveleye
- Rue Eugène Simonis
- Rue des Gravillons
- Impasse Guillaume
- Rue des Houblonnières
- Rue Hubert Désamoré
- Rue des Joncs
- Rue Jondry
- Rue Joseph Delboeuf
- Quai Mativa
- Rue des Naiveux
- Rue Natalis
- Rue Paul-Joseph Delcloche
- Rue Saint-Vincent
- Rue de Spa
- Rue Stappers